# Lista de livros da série The Wheel of Time
Aqui estão listados os 14 livros da série de fantasia Wheel of Time, escrita pelo americano Robert Jordan (e mais posteriormente Brandon Sanderson a partir do 12º livro ) entre 1990 e 2013, assim como informações adicionais.
| Título em Inglês           | Título em Portugal | Título no Brasil     | Páginas em Inglês | Data de Publicação em Inglês | Data de Publicação em Portugal                                 | Data de Publicação no Brasil |
| -------------------------- | ------------------ | -------------------- | ----------------- | ---------------------------- | -------------------------------------------------------------- | ---------------------------- |
| 1. The Eye of The World    | O Olho do Mundo    | O Olho do Mundo      | 782               | 15 de janeiro de 1990        | Março de 2019 (Nova edição) Junho de 2007 (Edição antiga)      | 28 de agosto de 2013         |
| 2. The Great Hunt          | A Grande Caçada    | A Grande Caçada      | 681               | 15 de novembro de 1990       | Outubro de 2019 (Nova edição) Novembro de 2007 (Edição antiga) | 30 de maio de 2014           |
| 3. The Dragon Reborn       | O Dragão Renascido | O Dragão Renascido   | 545               | 15 de outubro de 1991        | Outubro de 2020 (Nova edição) Abril de 2008 (Edição antiga)    | 1 de outubro de 2014         |
| 4. The Shadow Rising       | A Sombra Alastra   | A Ascensão da Sombra | 981               | 15 de setembro de 1992       | Outubro de 2008 (Edição antiga)                                | 25 de agosto de 2015         |
| 5. The Fires of Heaven     |                    | As Chamas do Paraíso | 963               | 15 de outubro de 1993        |                                                                | 15 de agosto de 2016         |
| 6. Lords of Chaos          |                    | O Senhor do Caos     | 987               | 15 de outubro de 1994        |                                                                | 18 de abril de 2018          |
| 7. A Crown of Swords       |                    | Uma Coroa de Espadas | 856               | 15 de maio de 1996           |                                                                | 5 de outubro de 2021         |
| 8. The Path of Daggers     |                    |                      | 672               | 20 de outubro de 1998        |                                                                |                              |
| 9. Winter's Heart          |                    |                      | 766               | 7 de novembro de 2000        |                                                                |                              |
| 10. Crossroads of Twilight |                    |                      | 822               | 7 de janeiro de 2003         |                                                                |                              |
| 11. Knife of Dreams        |                    |                      | 837               | 11 de outubro de 2005        |                                                                |                              |
| 12. The Gathering Storm    |                    |                      | 766               | 27 de outubro de 2009        |                                                                |                              |
| 13. Towers of Midnight     |                    |                      | 864               | 2 de novembro de 2010        |                                                                |                              |
| 14. A Memory of Light      |                    |                      | 912               | 8 de janeiro de 2013.        |                                                                |                              |

A série ainda conta com uma prequela, lançada em 2004, chamada New Spring, com 304 páginas. Narra os acontecimentos anos antes de The Eye of The World.